# Anton Dermota

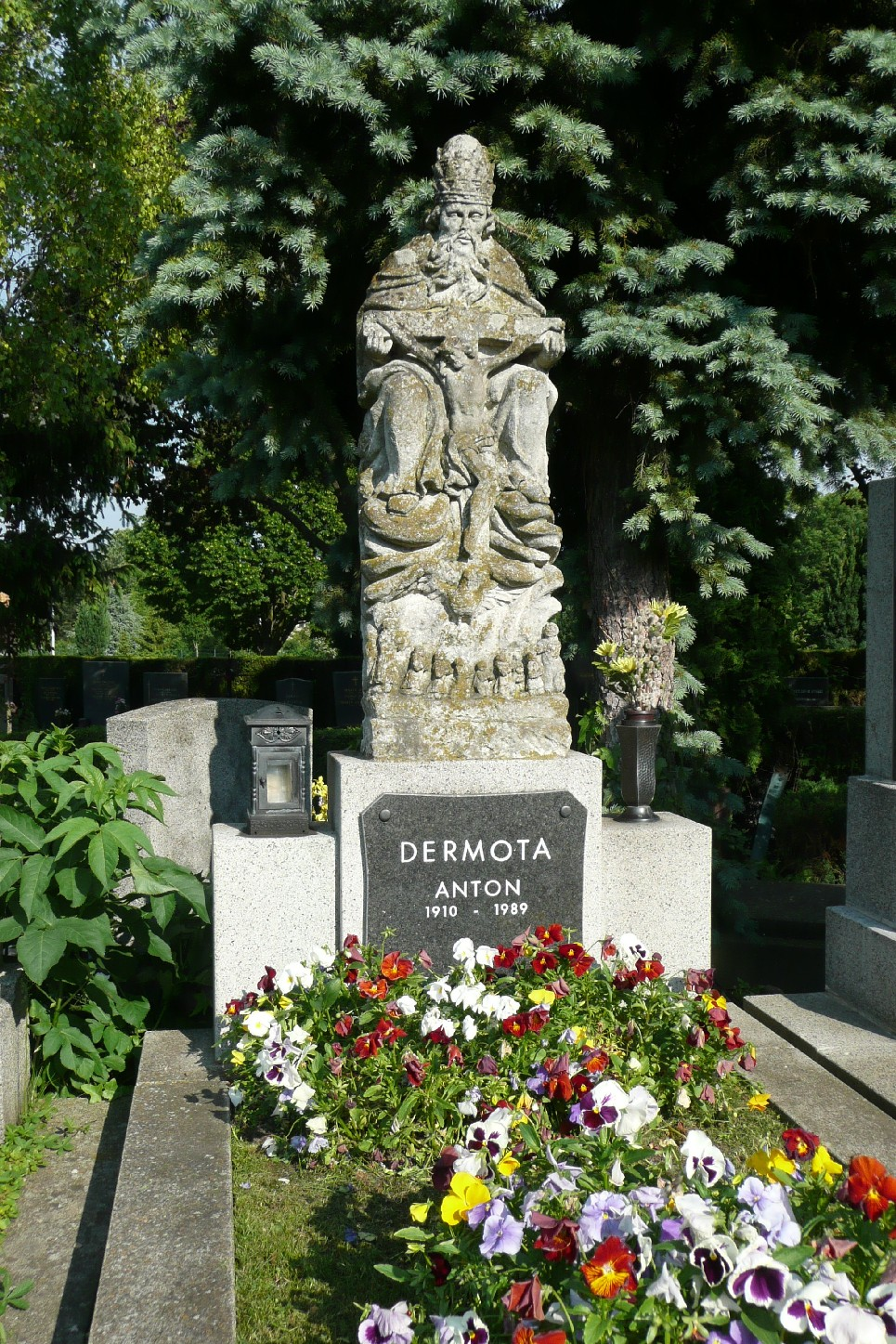
Tumba de Anton Dermota en el cementerio de Hietzing (Viena)

Anton Dermota (Kropa, entonces Imperio austrohúngaro, ahora Eslovenia, 4 de junio de 1910 - Viena, 22 de junio de 1989) fue un tenor esloveno, especialista en papeles operísticos de Mozart, Bach y Richard Strauss. Famoso en la Viena de pre y posguerra, su voz se caracterizaba por un timbre luminoso. 
Nacido en Kropa, Carintia en el antiguo Imperio austrohúngaro (hoy pertenece a Eslovenia), estudió en Liubliana con la intención de convertirse en compositor y organista pero, una beca lo derivó a Viena donde estudió canto con Marie Radó.
Debutó en Cluj en 1934 siendo invitado por Bruno Walter a cantar en la Ópera Estatal de Viena en La flauta mágica de Mozart en 1936. Luego de cantar Alfredo en La traviata de Verdi debutó en el prestigioso Festival de Salzburgo bajo la batuta de Arturo Toscanini en Los maestros cantores de Núremberg de Wagner.
Favorito de la audiencia vienesa permaneció en esa casa de ópera por cuarenta años, fue testigo del incendio de teatro durante los bombardeos de la Segunda Guerra Mundial, cantando provisoriamente en el Theater an der Wien hasta la reapertura de la ópera en 1955 como Florestan en Fidelio de Beethoven.
Fue figura clásica del Festival de Salzburgo cantando también en Covent Garden, Paris, Roma, Teatro San Carlo en Nápoles, Teatro Colón en Buenos Aires y otras plazas líricas siendo uno de los intérpretes favoritos de batutas como Karl Böhm, Wilhelm Furtwängler, Otto Klemperer, Herbert von Karajan y Georg Solti.
De su repertorio de ochenta personajes sus roles más conocidos fueron Don Ottavio en Don Giovanni, Tamino, Ferrando, Belmonte, Lensky, Leukippos, Matteo en Arabella, Oedipus de Ígor Stravinski, Palestrina de Hans Pfitzner y Flamand en Capriccio de Richard Strauss. 
Asimismo se destacó como recitalista junto a su esposa, la pianista Hilde Berger-Weyerwald.
Notable caso de longevidad vocal, fue un profesor de canto en la Universidad de Música y Arte Dramático de Viena y a los 70 años cantó Tamino de La flauta mágica y a los 72 participó como el pastor en la grabación de Tristán e Isolda de Wagner dirigida por Carlos Kleiber.
Fue condecorado como Kammersanger (cantante de la corte) y dejó un importante legado discográfico en el que canta junto a grandes figuras líricas como Elisabeth Schwarzkopf, Lisa della Casa, Ljuba Welitsch, Sena Jurinac, Irmgard Seefried, Elisabeth Grümmer, Christa Ludwig, Maria Stader, Walter Berry, Erich Kunz, Josef Greindl y otros.